# Museum für bergmännische Volkskunst

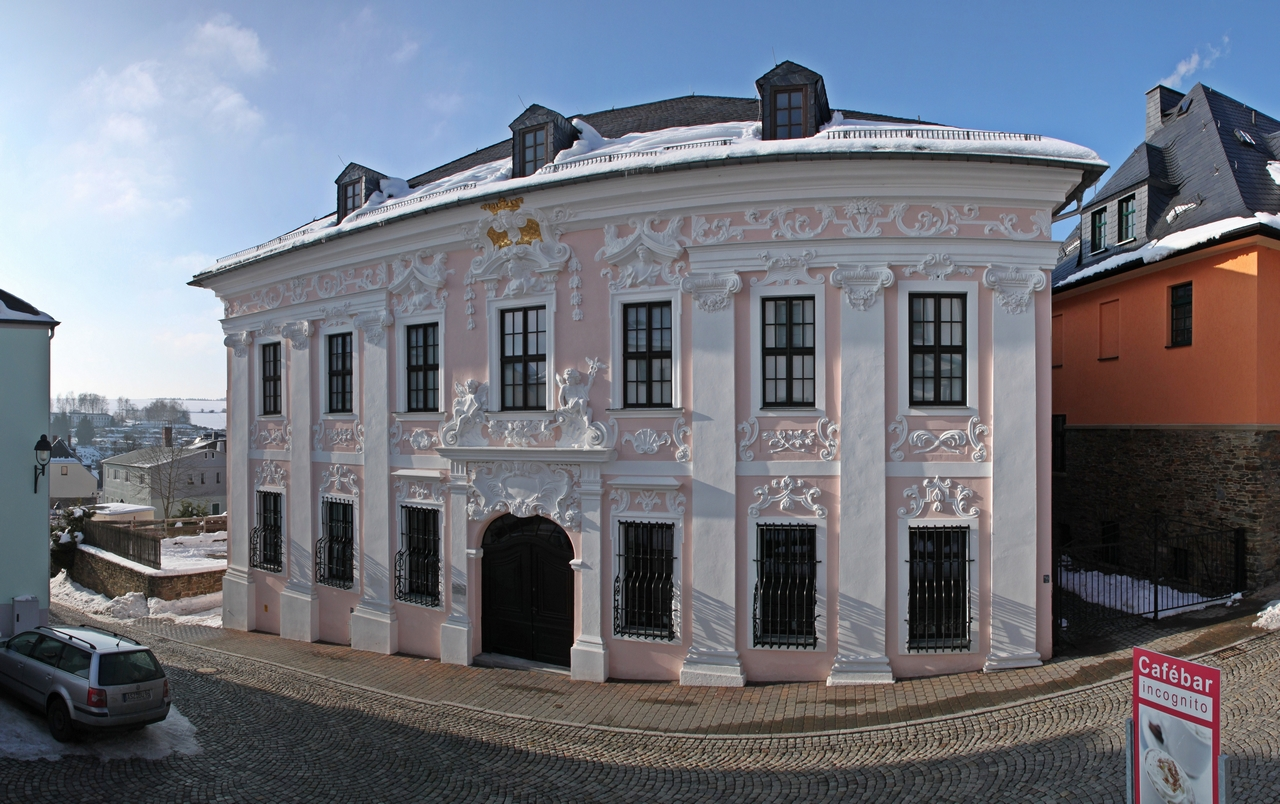
Bortenreuther-Haus Schneeberg

Das Museum für bergmännische Volkskunst ist ein Museum in der erzgebirgischen Bergstadt Schneeberg.

## Geschichte
Die Ursprünge des Museums reichen bis 1929 zurück, als es in einem Hintergebäude des Hotels „Sächsischer Hof“ auf Initiative des Schneeberger Bergvereins gegründet und untergebracht war. Den Grundstock der Ausstellung bildete die Sammlung des 1922 gegründeten Schneeberger Altertumsvereins.
1934 erfolgte der Umzug in die Räumlichkeiten des heute noch genutzten Bortenreuther-Hauses (siehe unten). 1946 ging die Trägerschaft des Museums auf die Stadt Schneeberg über. Ab 1953/54 wurde das Museum gezielt zu einer Sammlungs-, Bewahrungs- und Präsentationsstätte für bergmännische Volkskunst entwickelt. Das Museum für bergmännische Volkskunst ist eine ausgewählte Stätte in der Liste der Montanregion Erzgebirge mit Planungen zur Anmeldung als UNESCO-Welterbe.

## Ausstellung

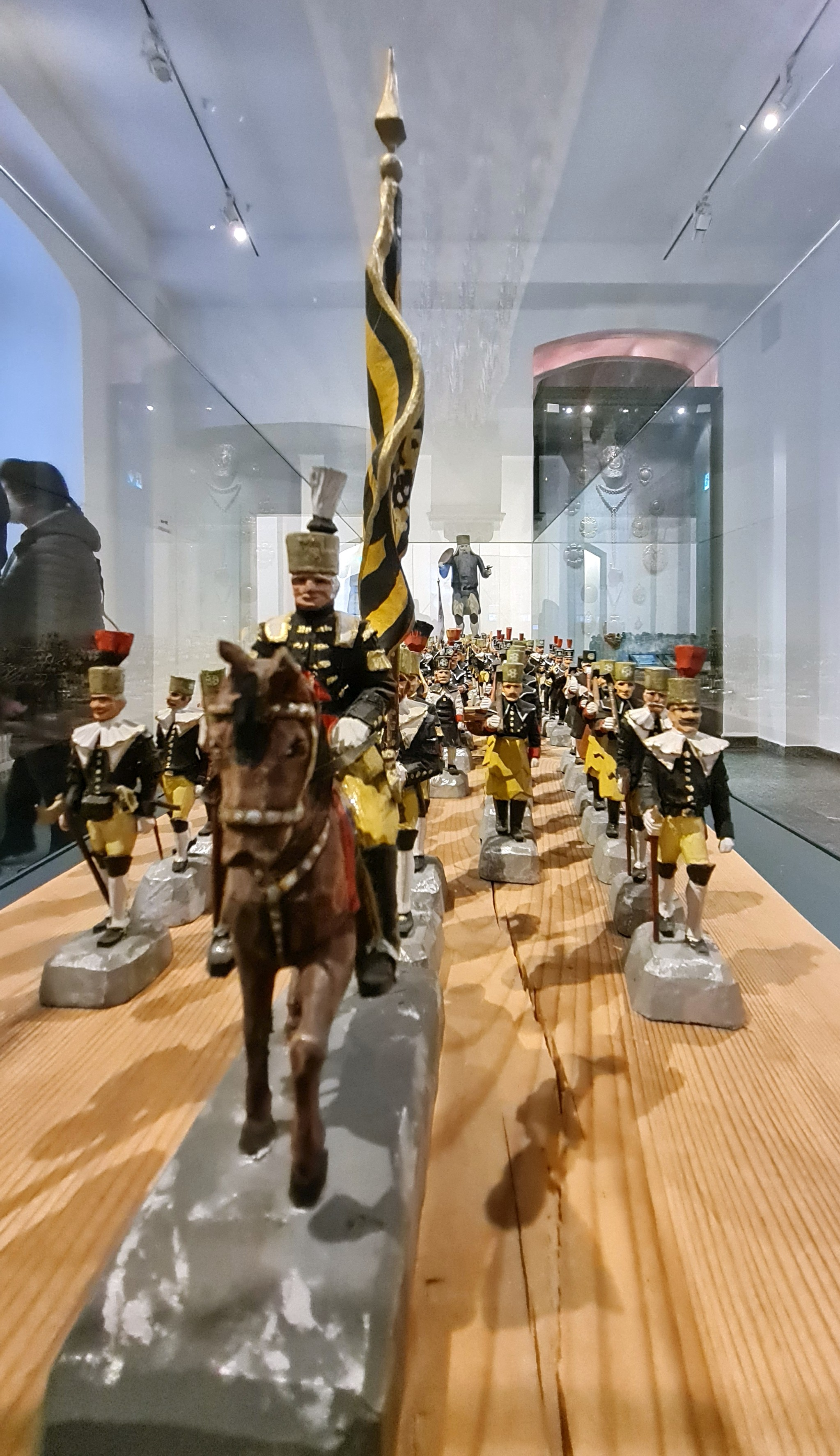
Schneeberger Bergparade im Museum

Schwerpunkte der musealen Ausstellungen sind die Stadtgeschichte von Schneeberg, die Sammlung und Ausstellung der erzgebirgischen Volkskunst sowie der Malerei und Grafik regionaler Künstler. Es enthält u. a. eine Sammlung historischer mechanischer Heimatberge. 1982 wurde das Hauptwerk Erzgebirgische Dorfkirmes von Erich Parthey erworben, das zu besonderen Anlässen in Gang gesetzt wird.

## Gebäude

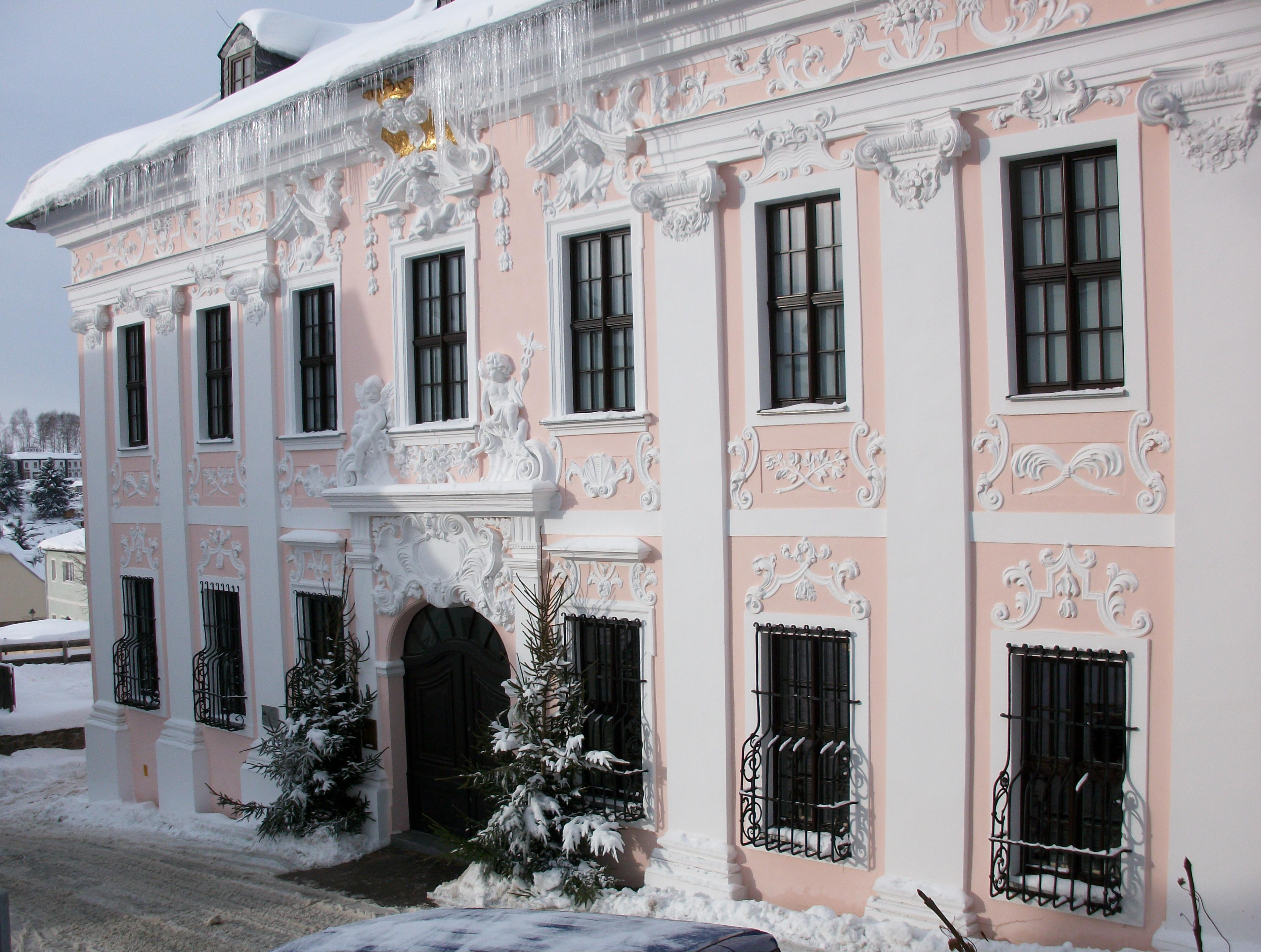
Barockfassade im Schnee

Das Museum befindet sich seit 1934 im Gebäudekomplex des Bortenreuther-Hauses. Das vierflügelige Haus wurde 1724/25 von Johann Christoph von Naumann für den Verleger Johann Friedrich Bortenreuther als repräsentatives Bürgerhaus erbaut. Es weist Stilmerkmale des Dresdner Barock wie auch des Böhmischen Barock auf. Mit seiner reichen Fassadenverzierung ist es das wohl bedeutendste Barockgebäude des sächsischen Erzgebirges, es steht unter Denkmalschutz.

## Museumsleiter
- Richard Hauck
- bis 1947 Curt Unger
- 1947–1954 Heinrich Dörffelt
- 1954–1975 Werner Pflugbeil
- 1977–1991 Siegfried Pausch
- 1992–1998 Isolde Koksch
- seit 1999 Regina Krippner